# Les Lucs-sur-Boulogne
Les Lucs-sur-Boulogne är en kommun i departementet Vendée i regionen Pays de la Loire i västra Frankrike. Kommunen ligger i kantonen Le Poiré-sur-Vie som tillhör arrondissementet La Roche-sur-Yon. År 2022 hade Les Lucs-sur-Boulogne 3 671 invånare.

## Befolkningsutveckling
Antalet invånare i kommunen Les Lucs-sur-Boulogne
| Referens: INSEE |